# International Capital Market Association
L'International Capital Market Association ou ICMA est l'organisation professionnelle mondiale, avec une compétence règlementaire de fait, des banques d'investissement et maisons de titres participant au marché obligataire international.

## Historique
L'ICMA est issue de la fusion le 1er juillet 2005 de :
- l'International Primary Market Association (IPMA), organisation professionnelle du marché primaire euro-obligataire
- avec l'International Securities Market Association (ISMA), issue elle-même en 1991 de la transformation de l'ancienne association internationale des traders en euro-obligations, l'Association of International Bond Dealers (AIBD), en organisme professionnel.